# Ge'a
Ge'a (hebrejsky גֵּיאָה, v oficiálním přepisu do angličtiny Ge'a) je vesnice typu mošav v Izraeli, v Jižním distriktu, v Oblastní radě Chof Aškelon.

## Geografie

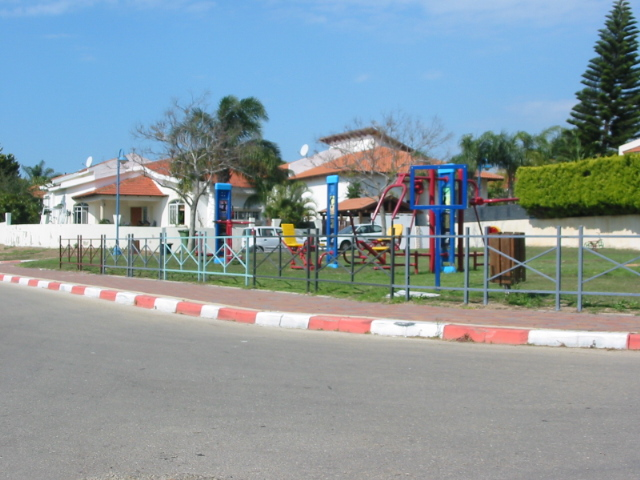
Dětské hřiště v mošavu Ge'a

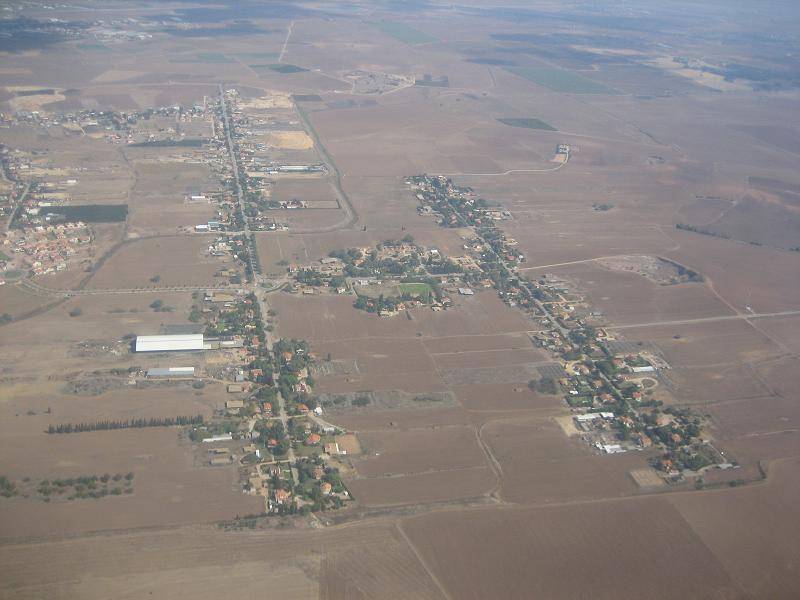
Letecký pohled na mošav Ge'a

Leží v nadmořské výšce 49 metrů v pobřežní nížině, v regionu Šefela. Obcí protéká vádí Nachal Ge'a s přítokem od východu Nachal Tejma.
Obec se nachází 7 kilometrů od břehu Středozemního moře, cca 52 kilometrů jihojihozápadně od centra Tel Avivu, cca 62 kilometrů jihozápadně od historického jádra Jeruzalému a 5 kilometrů jihovýchodně od města Aškelon. Ge'u obývají Židé, přičemž osídlení v tomto regionu je etnicky převážně židovské.
Ge'a je na dopravní síť napojena pomocí lokální silnice číslo 3412. Podél západní strany obce probíhá železniční trať, která zde ale nemá stanici. Používá se jako průmyslová vlečka s odbočkou k jihozápadu do elektrárny Rutenberg a okolo jižního okraje mošavu k východu (železniční trať Kirjat Gat-Aškelon, rovněž využívána pouze jako průmyslová vlečka). Ve výstavbě je ovšem železniční trať Aškelon-Beerševa pro osobní přepravu, která by měla navázat jižním směrem na zbytky britské železnice.

## Dějiny
Ge'a byla založena v roce 1949. Zakladateli mošavu byli Židé z Československa a Maďarska. Mošav je pojmenován podle arabské vesnice al-Džija, která zde stávala do roku 1948, do války za nezávislost. Funguje tu synagoga, obchod se smíšeným zbožím a sportovní areály.

## Demografie
Podle údajů z roku 2014 tvořili naprostou většinu obyvatel v Ge'a Židé (včetně statistické kategorie "ostatní", která zahrnuje nearabské obyvatele židovského původu ale bez formální příslušnosti k židovskému náboženství).
Jde o menší obec vesnického typu s dlouhodobě rostoucí populací. K 31. prosinci 2014 zde žilo 919 lidí. Během roku 2014 populace stoupla o 1,0 %.
| Rok            | 1961 | 1972 | 1983 | 1995 | 2001 | 2003 | 2004 | 2005 | 2006 | 2007 | 2008 | 2009 | 2010 | 2011 | 2012 | 2013 | 2014 |
| -------------- | ---- | ---- | ---- | ---- | ---- | ---- | ---- | ---- | ---- | ---- | ---- | ---- | ---- | ---- | ---- | ---- | ---- |
| Počet obyvatel | 312  | 185  | 355  | 448  | 473  | 499  | 534  | 587  | 630  | 663  | 662  | 838  | 853  | 874  | 889  | 910  | 919  |